# Cisowy
Cisowy (kaszb. Cisowë) – wieś kociewska w Polsce, położona w województwie pomorskim, w powiecie starogardzkim, w gminie Osiek.
W latach 1975–1998 miejscowość należała administracyjnie do województwa gdańskiego.